# Sympaestria genualis
Sympaestria genualis är en insektsart som beskrevs av Heinrich Hugo Karny 1923. Sympaestria genualis ingår i släktet Sympaestria och familjen vårtbitare. Inga underarter finns listade i Catalogue of Life.